# Justin Benoît
Pour les articles homonymes, voir Benoît.
Justin Benoit (né le 16 avril 1813 à Millau et mort le 6 novembre 1893 à Montpellier) est un médecin anatomiste français.

## Biographie personnelle
Fils de Guillaume Benoît et de Marie Cabantous, Justin Benoit épouse Héloïse-Mira Cavalier, fille de Jacques Cavalier, notaire, et de Louise Vernet. Le couple Benoît a quatre enfants dont leur fille Caroline Benoît qui épouse en 1872 le général François Perrier.
Justin Benoit est au sein de l’Église réformée de Montpellier un membre actif, il appartient à cette église durant toute sa vie. Il est élu au Conseil presbytéral du Temple de la rue Maguelone dont il est le secrétaire de 1874 à 1881. Il est enterré au cimetière des protestants de Montpellier.

## Biographie professionnelle
Benoît devient interne à l’hôpital de Nîmes en 1835, puis premier également à l’hôpital général Saint-Charles de Montpellier et à l’hôpital Saint-Éloi, le 20 décembre 1836.
Docteur en médecine en avril 1839, il est reçu à l'agrégation la section chirurgie en 1844. Cette même année, il devient praticien au sein de l’œuvre de la Miséricorde à Montpellier, il prend également en charge le service médical des garnisons de Nîmes puis de Montpellier.
Il occupe le poste de conservateur des collections d’anatomie de la faculté de médecine de Montpellier de 1850 à 1853. Il inaugure en 1851 les nouveaux bâtiments de l’actuel Musée anatomique.
À la faculté de médecine, il officie en tant que suppléant, puis obtient la chaire d’anatomie en 1853, Il occupe ce poste jusqu’en novembre 1886, date de sa prise de retraite. En 1880, il est élu pour cinq ans doyen de la faculté et préconise de déplacer l'ancien hôpital Saint-Éloi hors de la ville.
Mis à la retraite en 1886, il meurt le 6 novembre 1893.

## Travaux
- Mémoires de médecine et chirurgie cliniques sur Gallica (1850).
- Des principes qui doivent diriger dans l'étude et l'enseignement de l'anatomie humaine sur Gallica (1852)
- Autoplastie de la main.
- Traité de l'angine laryngée œdémateuse.
- Consultation sur un cas d'hermaphrodisme.
- De l'Efficacité du traitement arabique dans les syphilis invétérées et dans plusieurs autres maladies diathétiques rebelles.
- De l'emploi thérapeutique du nitrate d'argent, et spécialement de l'emploi de cette substance dans les maladies.
- De l'influence de l'air et des aliments dans le traitement des maladies chirurgicales[5].
- De l'Insalubrité de l'hôpital Saint-Éloi de Montpellier, de la nécessité de le remplacer par un hôpital offrant de meilleures conditions hygiéniques extrait du rapport présenté au Conseil académique de Montpellier, le 29 novembre 1880.

## Distinctions
- Chevalier puis officier de la Légion d'honneur le 30 mars 1885[6].
- Membre de l'Académie des Sciences et des Lettres de Montpellier à partir de 1847.
- Membre de l'Académie royale de médecine de Catalogne (ca) à laquelle il envoie de nombreux travaux[4].
- Une rue porte son nom à Millau : impasse Doyen Justin Benoît.
- Le peintre Édouard-Antoine Marsal a fait un portrait de lui[7].